# 1677
1677 (MDCLXXVII) je bilo navadno leto, ki se je po gregorijanskem koledarju začelo na petek, po 10 dni počasnejšem julijanskem koledarju pa na ponedeljek.

## Dogodki
- 1. januar

## Rojstva
- 8. februar - Jacques Cassini II., francoski astronom, geograf († 1756)
- 17. september - Stephen Hales, angleški fiziolog, fizik, kemik, izumitelj († 1761)
- 20. oktober - Stanislav Leščinski, poljski kralj († 1766)

## Smrti
- 21. februar - Baruch Spinoza, nizozemski filozof judovskega rodu (* 1632)
- 4. maj - Isaac Barrow, angleški klasični učenjak, matematik, teolog (* 1630)
- 11. september - James Harrington, angleški filozof, družbeni teoretik (* 1611)